# Fabrique Nationale
Fabrique Nationale de Herstal oftest forkortet til Fabrique Nationale eller FN, er en belgisk våbenfabrikant. Firmaets officielle navn er FN Herstal.

## Historie
FN stammer fra den lille by Herstal nær Liège. Fabrique Nationale d'Armes de Guerre (fransk for Den Nationale Fabrik for Krigsvåben) blev grundlagt i 1889 for at fremstille 150.000 Mauser-rifler bestilt af den belgiske regering.
I 1898 indgik firmaet et samarbejde med John Browning, en velkendt våbendesigner. 
FN Herstal blev en vigtig producent af motorkøretøjer i Belgien. Firmaet producerede biler i det tidlige 20. århundrede, motorcykler frem til 1965 og lastbiler til 1970.
Et af firmaets tidlige våben, en model 1910 automatpistol i kaliber 7.65 × 17 mm (.32 ACP) (serienummer 19074), blev brugt til attentatet på ærkehertug Franz Ferdinand af Østrig, hændelsen, der udløste 1. verdenskrig.
FN ejer U.S. Repeating Arms Company (Winchester) og Browning Arms Company. FN og John Browning udviklede også sammen Browning GP35 High Power pistolen.
FN Manufacturing i Columbia, South Carolina, er en del af FN's militære afdeling, der primært udvikler og producerer våben til USA's militær og politi, deriblandt M16 rifler, M249 SAW let maskingevær, M240 maskingevær og FNP pistoler.

## Våben fremstillet af FN
- FN Five-seveN— moderne letvægts pistol i kaliber 5.7 × 28 mm.
- FN Forty-Nine— 9mm pistol
- FN M1900— .32 ACP pistol
- FN M1903— 9 × 20 mm SR pistol
- FN M1905— mini pistol tilpasset lommen i en vest. Bruger .25 ACP
- FN M1910— Pistol i kaliber .32 ACP og .380 ACP
- FN P90— avanceret maskinpistol der bruger 5.7 × 28 mm ammunition.
- FN M249 SAW- let maskingevær
- FN F2000— moderne 5.56 × 45 mm NATO stormgevær
- FN FAL— Fusil Automatique Leger , 7.62 × 51 mm NATO automatriffel
- FN CAL— Carabine Automatique Legere, tidlig 5.56 mm stormgevær
- FN FNC— Fabrique Nationale Carabine, 5.56 mm stormgevær
- FN SCAR— SOF Capable Assault Rifle (Specialstyrke Stormgevær), modulært stormgevær i kaliber 5.56 og 7.62
- FN Model 1949— en automatriffel i kaliber 7 × 57 mm Mauser, 7.65 × 53 mm Mauser, .30-06 Springfield, og 7.92 × 57 mm (8 mm Mauser)
- FN SPR— en 7.62 × 51 mm repetér snigskytteriffel
- FN PBR— 7.62 × 51mm repetér snigskytteriffel beregnet til politiets patruljevogne
- FN Minimi— Mini-mitrailleuse, 5.56 × 45 mm NATO let maskingevær der bruges i mange lande, bl.a. USA som M249 SAW
- Mk 48 Mod 0— 7.62 × 51 mm NATO variant af M249 maskingeværet
- FN MAG— Mitrailleuses D'Appui General , 7.62 mm maskingevær også kendt som M240 i USA's militær
- FN 303— affyringssystem til ikke-dødelig ammunition
- BRG-15— eksperimentelt tungt maskingevær, kaliber 15.5 × 115 mm
- FN Tactical Police Shotgun— haglgevær med 8 skud i magasinet
- FN FNP-9— 9 × 19 mm pistol
- FN FNP-9m— compakt 9 × 19 mm pistol
- FN FNP-40— .40 S&W pistol
- FN SLP— selvladende haglgevær